# 森島守人
森島 守人（もりしま もりと、1896年2月16日 - 1975年2月17日）は、日本の外交官、政治家。衆議院議員（3期）。満州事変発生時に現地・奉天総領事代理の地位にあり、日米開戦時のニューヨーク総領事、ポルトガル公使などを務めた。

## 経歴
石川県金沢市の医師・森島彦夫・民生夫妻の長男として生まれる。金沢第一中学校、第一高等学校を経て、1919年、東京帝国大学法学部独法科を卒業。同年外務省入省。1928年から1935年まで奉天総領事代理、ハルビン総領事を務めた。その後ドイツ大使館一等書記官を経て、1937年4月東亜局長、翌月北京・上海大使館参事官、1939年米国大使参事官、1941年ニューヨーク総領事、1942年ポルトガル公使を務めた。
1946年に外務省を退官。1955年に神奈川3区から日本社会党左派で衆議院議員に初当選。統一後の日本社会党では党国際局事務局長、外支部長、政策審議会外務部長を務めた。墓は鎌倉市の光則寺にある。

## 親族
父親の森島彦夫は石川県甲種医学校（金沢医科大学 (旧制)の前身）出身の医者。
長女・華子の夫は駐インドネシア大使などを務めた八木正男。その娘婿に駐中国大使などを務めた谷野作太郎。

## 栄典
- 1940年（昭和15年）8月15日 - 紀元二千六百年祝典記念章[2]

## 著書
- 『陰謀・暗殺・軍刀　一外交官の回想』岩波新書 1950（単行判1984）。復刊1998年ほか ISBN 9784004150725
- 『真珠湾・リスボン・東京　続一外交官の回想』岩波新書 1950（単行判1984）。復刊1998年ほか ISBN 9784004150732。2017年にポルトガル語訳が刊行[3]

## 登場する作品
アニメ
- 『閃光のナイトレイド』アニプレックス